# Beatrice Gumulya
Beatrice Gumulya (ur. 1 stycznia 1991 w Dżakarcie) – indonezyjska tenisistka.
Zadebiutowała w kwietniu 2005 roku, jako czternastolatka, na niewielkim turnieju ITF w Dżakarcie, przegrywając w pierwszej rundzie kwalifikacji 0:6, 1:6. Tydzień później wygrała swój pierwszy mecz na podobnym turnieju w Tarakanie, wygrywając 6:1, 6:0. Na swoim koncie ma wygrany jeden turniej singlowy i piętnaście deblowych tej rangi.
W 2008 roku w juniorskim turnieju wielkoszlemowym w US Open, wspólnie z partnerką Jessy Rompies osiągnęły półfinał turnieju deblowego. Sukces ten powtórzyła rok później w Australian Open, tym razem partnerując Noppawan Lertcheewakarn.
Jest młodszą siostrą tenisistki Sandy Gumulya.

## Wygrane turnieje rangi ITF
| turnieje z pulą nagród 100 000 $ |
| turnieje z pulą nagród 75 000 $  |
| turnieje z pulą nagród 50 000 $  |
| turnieje z pulą nagród 25 000 $  |
| turnieje z pulą nagród 15 000 $  |
| turnieje z pulą nagród 10 000 $  |

### Gra pojedyncza
|    | Data       | Turniej  | Kat. | ($)    | Naw.   | Finalistka    | Wynik         |
| 1. | 10/08/2008 | Dżakarta | ITF  | 10 000 | twarda | Sandy Gumulya | 6:1, 3:6, 6:2 |